# Франчишек Сокулски
Франчишек Сокулски (на полски: Franciszek Sokulski) е полски инженер.

## Биография
Роден е през 1811 г. Завършва висше образование във Франция. С подкрепата на американския консул в Цариград Джордж Браун получава правителствена поръчка за изграждането на първата в Османската империя телеграфна линия Цариград – Шумен. Завършена е през октомври 1855 г. По-късно е удължена с крайморски кабел до Крим. В периода 1856– 1857 г. построява телеграфната линия, свързваща Царигард през Адрианопол и София с Ниш в Сърбия и с европейската телеграфна мрежа. През 1865 г. заема постът главен инженер на санджака в Пловдив, а през 1869 г. заема длъжността инженер на адрианополския вилает. Умира през 1896 г.